# 夸斯夸拉
夸斯夸拉（法語：Quasquara，法語發音：[kwaskwaʁa]）是法国南科西嘉省的一个市镇，属于阿雅克肖区。

## 地理
夸斯夸拉（41°54'2"N, 9°0'39"E）面积6.11 平方千米，位于法国南科西嘉省，该省份位于科西嘉南部，后者为地中海西部的一座岛屿，也是法国的一个单一领土集体，位于法国大陆部分的东南面，意大利半島的西面，最临近的地块是撒丁岛。
与夸斯夸拉接壤的市镇（或旧市镇、城区）包括：巴斯泰利卡、弗拉塞托。

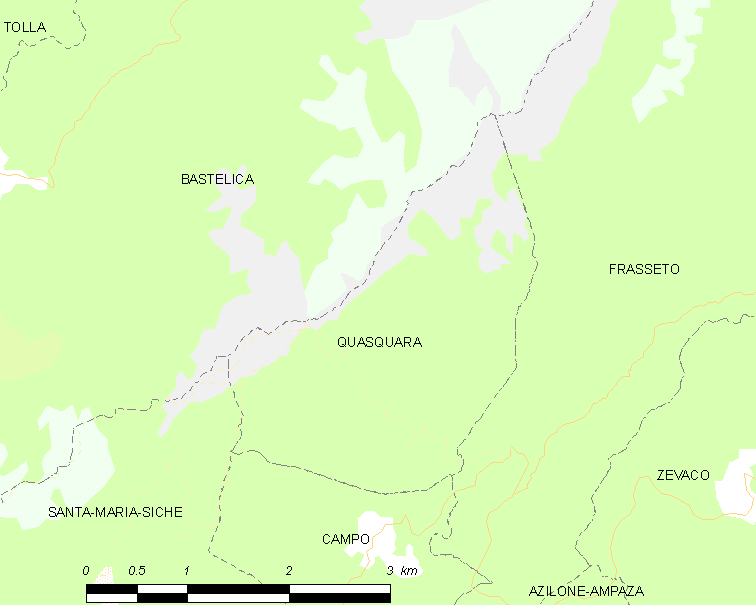
夸斯夸拉的OSM定位图

夸斯夸拉的时区为UTC+01:00、UTC+02:00（夏令时）。

## 行政
夸斯夸拉的邮政编码为20142，INSEE市镇编码为2A253。

## 政治
夸斯夸拉所属的省级选区为塔拉沃-奥尔纳诺县。

## 人口

1962-2008年间夸斯夸拉人口变化图示

夸斯夸拉于2022年1月1日时的人口数量为61人。